# Davilla glaziovii
Davilla glaziovii är en tvåhjärtbladig växtart som beskrevs av August Wilhelm Eichler. Davilla glaziovii ingår i släktet Davilla, och familjen Dilleniaceae. Inga underarter finns listade i Catalogue of Life.